# Complex voorzetsel
Een complex voorzetsel is in de grammatica een als één geheel beschouwde samenstelling van syntactisch verbonden woorden, die, op semantisch niveau, als een voorzetsel functioneert. Men kan een dergelijk complex ook samengesteld voorzetsel noemen.
Voorbeelden van complexe voorzetsels zijn in het Nederlands ten opzichte van, door/bij middel van, met het oog op, in weerwil van, in tegenstelling tot, enzoverder. Deze woordgroepen worden steeds als één conglomeraat gebruikt, bestaan typisch uit drie, hooguit vier, woorden en volgen het patroon:
- VOORZETSEL + ZELFSTANDIG NAAMWOORD + VOORZETSEL

Complexe voorzetsels zijn dikwijls parafraseerbaar tot een ander voorzetsel:
- 1. Ik schreef een brief ten behoeve van de getroffenen.
- 2. Ik schreef een brief voor de getroffenen.

- 1. Wij handelden in overeenstemming met de regulaties.
- 2. Wij handelden volgens de regulaties.

Engelse voorbeelden zijn in contradistinction to, in excess of, in compliance with; in het Duits im Gegensatz zu, in Bezug auf, im Einvernehmen mit, in het Frans au lieu de, par opposition à, en vue de, et cetera.

## Het analytische probleem
Het bestaan van complexe voorzetsels wordt door sommige linguïsten in twijfel getrokken, en met name transformationalisten pogen herhaaldelijk te bewijzen dat een complex voorzetsel in feite niets meer dan een woordgroep is, met de
gebruikelijke betekenisverbanden tussen de leden van de samenstelling. Het argument hiervoor is dat ze kunnen worden ontleed; complexe voorzetsels zouden dus niets meer dan de samengestelde betekenissen van hun componenten in zich dragen. Cognitiever ingestelde taalkundigen vechten deze hypothese echter aan, omdat veel voorzetselcomplexen qua betekenis een duidelijke evolutie doormaken, en in de praktijk in de overgrote meerderheid van de gevallen als
eenheid worden gebruikt. De controverse leidt echter tot twee tegengestelde syntactische analyses.
Men neme bijvoorbeeld door middel van, in de zin:
- De gemakzuchtige spionnen infiltreerden in het milieu door middel van de deur.

### Transformationele woordgroepanalyse
De transformationalistische taalkunde werkt met woordgroepen, hetgeen vereist dat de samenstelling van een zin uit een vertakking van verschillende frasen bestaat. Op die wijze valt elke groep in haar componenten uiteen: DOOR + MIDDEL + VAN + DE DEUR is zodoende een
voorzetselgroep die, zoals elke voorzetselgroep, een voorzetsel en een complement omvat. Dit complement, MIDDEL VAN DE DEUR, vormt op zich een zelfstandig-naamwoordgroep: het hoofd van de groep, het zelfstandig naamwoord MIDDEL, bezit een bijkomende modificatie in de vorm van de voorzetselgroep VAN DE DEUR. Deze groep, op haar beurt, vormt opnieuw een voorzetsel en een complement, waarbij DE DEUR de zelfstandig-naamwoordgroep is die het complement van deze groep uitmaakt. De analyse luidt derhalve:
- [door [middel [van [de deur]]]]

Dit houdt in dat de overkoepelende structuur, door middel van de deur, in feite als volgt kan worden geanalyseerd:
- - Waardoor infiltreerden de spionnen?
- -*Het middel van de deur.

De meesten zullen het erover eens zijn, dat dit geen bevredigende oplossing is: de spionnen braken waarschijnlijk geen stuk uit het middel van de deur, teneinde erdoorheen te kunnen infiltreren. Desalniettemin kan analyse 1 deze interpretatie niet verhinderen.

### Cognitieve perceptie van het voorzetsel
Onderzoek naar de historische evoluties van dergelijke constructies suggereert dat wat hier aan de hand lijkt te zijn, in feite niets meer dan grammaticalisatie is: doordat een bepaalde constructie vaak gebruikt wordt en aan populariteit toeneemt, wordt de lexicale impact kleiner; wanneer een constructie buitengewoon veel begint voor te komen, treedt het proces van de verbleking ("bleaching") op. Het 'middel' in door middel van wordt in zekere zin aan het lexicon 'onttrokken', en alhoewel de betekenis van een 'middel', "iets waarvan men zich bedient om iets te bereiken", nog steeds transparant is, zijn de semantische kenmerken van het zelfstandig naamwoord middel in door middel van dermate afgebleekt, dat de constructie welhaast louter als synoniem voor de voorzetsels door en met wordt aangewend. De tweede analyse luidt dientengevolge:
- [door middel van [de deur]]

Wanneer men door middel van als één semantische eenheid beschouwt, heeft het geen zin het lexeem middel binnen in de constructie afzonderlijk te gaan analyseren. De betekenis van door middel van, zo leren ons corpusstudies, is een soort instrumentaalfunctie, zodat de vraag naar de methode van de inbraak der spionnen hoort te zijn:
- Hoe infiltreerden de spionnen?
- Door middel van de deur.

Een verdere test om de samenhangendheid van door middel van na te gaan, is de groep simpelweg op te splitsen, wat bizarre gevolgen heeft:
- *door de deur, waarvan het middel...
- *Het was van de deur dat zij door het middel infiltreerden.
- *door wat van de deur?

Te bewijzen dat door middel van één geheel vormt, is een probleem waartegen transformationele taalkunde zich heeft gekant; nochtans wijst het concrete taalgebruik in de alledaagse werkelijkheid uit, dat complexe voorzetsels ook daadwerkelijk als voorzetsels functioneren en
zich, in weerwil van de transformationele vereisten, niet verder laten segmenteren. De controverse rond complexe voorzetsels schijnt bijgevolg veeleer een taalideologische strijd te behelzen.
Er is tot op heden weinig tot geen onderzoek verricht naar het gedrag van gegrammaticaliseerde postposities of vergelijkbare enclitische clusters, zodat het concept 'complex voorzetsel' niet automatisch naar talen kan worden uitgebreid die niet van voorzetsels gebruikmaken. Daar
grammaticalisatie evenwel een universeel fenomeen is, valt ook daar het bestaan van min of meer geïdiomatiseerde complexen met een — met de semantiek van een complex voorzetsel — vergelijkbare functie te verwachten.